# Phyllotreta buhseae
Phyllotreta buhseae es una especie de insecto coleóptero de la familia Chrysomelidae. Fue descrita científicamente en 1978 por Yablokov-Khnzoryan.